# Sumbawa Besar
Sumbawa Besar är en kabupatenhuvudort i Indonesien.   Den ligger i distriktet Sumbawa District, kabupatenet Kabupaten Sumbawa och provinsen Nusa Tenggara Barat, i den sydvästra delen av landet, 1 200 km öster om huvudstaden Jakarta. Sumbawa Besar ligger 14 meter över havet och antalet invånare är 52 654.
Terrängen runt Sumbawa Besar är platt åt nordost, men åt sydväst är den kuperad. En vik av havet är nära Sumbawa Besar åt nordväst.Runt Sumbawa Besar är det ganska tätbefolkat, med 86 invånare per kvadratkilometer. Det finns inga andra samhällen i närheten. Omgivningarna runt Sumbawa Besar är en mosaik av jordbruksmark och naturlig växtlighet.